# Frank Kempken

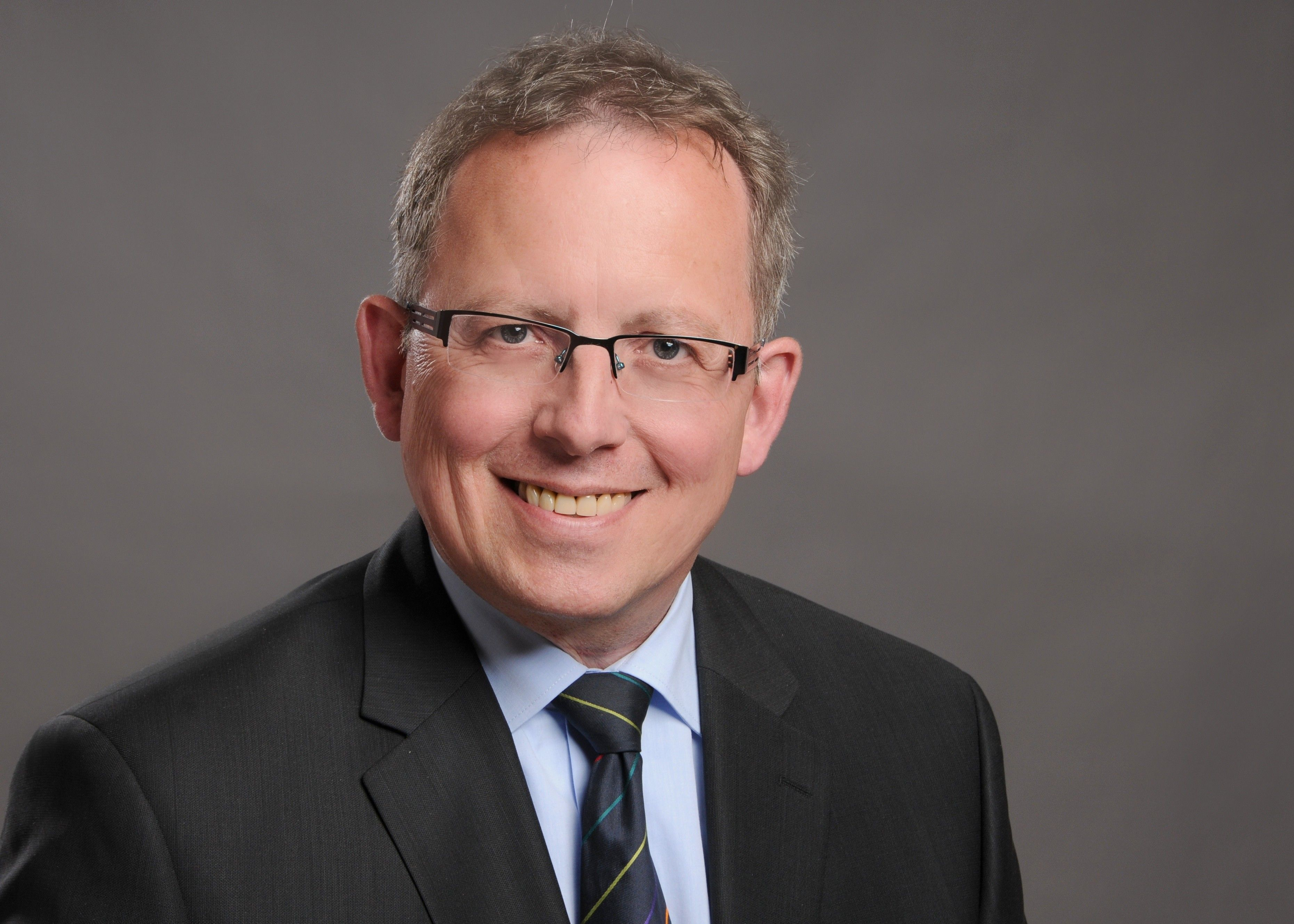
Frank Kempken

Frank Kempken (* 1960) ist ein deutscher Biologe und Hochschullehrer. Seit 2018 ist er Dekan der Mathematisch-Naturwissenschaftlichen Fakultät der Christian-Albrechts-Universität zu Kiel.

## Leben
Kempken studierte Biologie an der Ruhr-Universität Bochum und wurde 1985 Diplom-Biologe. In der Gruppe von Karl Esser arbeitete Kempken an mitochondrialen Plasmiden und wurde 1988 zum Dr. rer. nat. promoviert. Von 1989 bis 1990 absolvierte er einen Forschungsaufenthalt an der University of Florida, USA. Danach kehrte Kempken nach Bochum zurück, wo er zum einen mit pflanzlichen Mitochondrien und zum anderen mit Ulrich Kück an Transposonen bei Pilzen arbeitete. 1991 erhielt Kempken den Rudolf von Bennigsen-Foerder-Preis des Landes Nordrhein-Westfalen. 1996 habilitierte er sich. Für die Habilitationsschrift erhielt er den Klaus Marquardt-Preis der Freunde der Ruhr-Universität. 1997 absolvierte Kempken einen Forschungsaufenthalt an der Flinders University of South Australia. 2001 lehnte Kempken einen Ruf an die Universität Bielefeld ab und nahm einen Ruf an die Christian-Albrechts-Universität zu Kiel an. Seitdem ist er Direktor am Botanischen Institut. Seit 2004 ist er Zweitmitglied der Medizinischen Fakultät. Von 2012 bis 2014 war Kempken Vizepräsident der Gesellschaft für Genetik und von 2014 bis 2017 für zwei Amtszeiten Präsident der Gesellschaft für Genetik. Sein wissenschaftliches Werk umfasst zahlreiche Publikationen und ein Lehrbuch. Sein aktueller Forschungsschwerpunkt sind die Molekulargenetik und Genomik mariner Pilze. Daneben befasst er sich weiterhin mit der RNA-Prozessierung in pflanzlichen Mitochondrien. Er ist Mitglied der Kieler Forschungsschwerpunkte Kiel Marine Science und Kiel Life Science.
Kempken war von 2004 bis 2008 für zwei Amtszeiten Prodekan für Studienangelegenheiten der Mathematisch-Naturwissenschaftlichen Fakultät und von 2008 bis 2014, ebenfalls für zwei Amtszeiten, Vizepräsident für Studium und Lehre der Christian-Albrechts-Universität zu Kiel. Von 2008 bis 2014 war er Mitglied im Kultur- und Wissenschaftssenat der Stadt Kiel. Kempken engagiert sich ehrenamtlich im Beirat der Hermann-Ehlers-Akademie, ist seit 2014 Vorsitzender des Vereins zur Förderung ausländischer Studierender in Kiel und seit 2018 Mitglied des Adjutoriums der Peter und Elke Stoffers Stiftung.
Kempken ist verheiratet und hat einen Sohn.